# Hanno rapito un uomo
Hanno rapito un uomo è un film del 1938 diretto da Gennaro Righelli.

## Produzione
Il film prodotto da Renato Cogliati Dezza fu girato negli studi di Cinecittà.